# Église de la Sainte-Trinité de Čoka
Pour les articles homonymes, voir Église de la Sainte-Trinité.
L'église de la Sainte-Trinité de Čoka (en serbe cyrillique : Црква Светог Тројства ; en serbe latin : Crkva Svetog Trojstva) est une église catholique romaine située à Čoka, en Serbie, dans la province de Voïvodine, dans le district du Banat septentrional. Elle figure sur la liste des monuments culturels d'importance exceptionnelle de la république de Serbie.

## Histoire et architecture

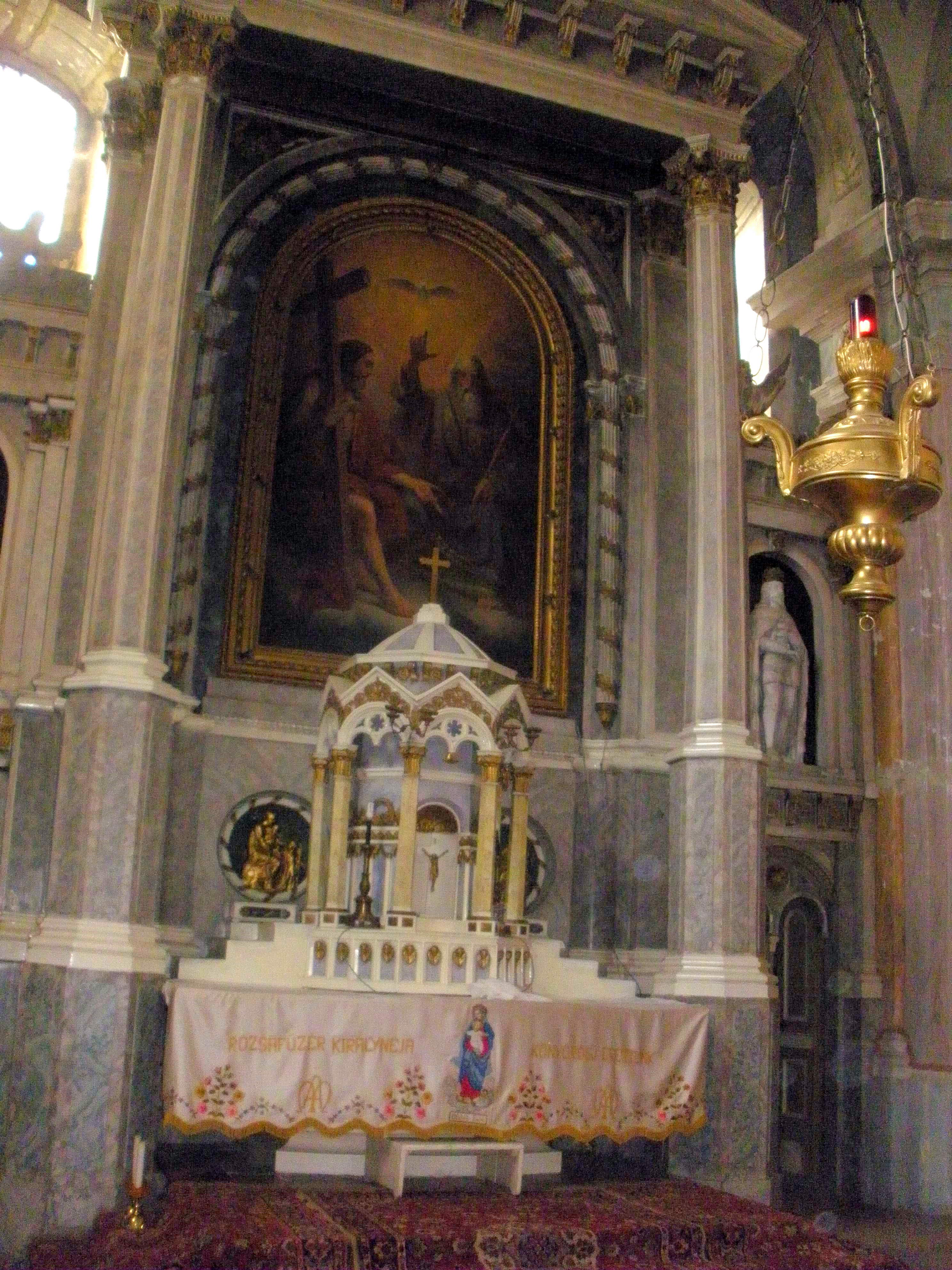
L'autel de l'église

L'église de la Sainte-Trinité a été consacrée en 1808 ; elle a été construite par la famille Marcibanji et conçue dans l'esprit de l'architecture classique. Le bâtiment est constitué d'une nef unique de forme allongée et qui se termine par une abside semi-circulaire. Le clocher domine la façade occidentale, qui, elle-même, se caractérise par une riche décoration. avec un fronton qui s'appuie sur des pilastres monumentaux. Des deux côtés de l'entrée se trouvent des niches abritant des statues de Saints en pied. 

## Décoration intérieure
Les peintures de l'église, de style baroque, sont attribuées à l'atelier de Paul Troger (1698-1762), qui fut professeur à l'Académie des Beaux-Arts de Vienne. On peut y voir des représentations des Apôtres Paul et Pierre, réalisées dans une technique rare de mosaïque en gypse. La crypte de l'église abrite les tombeaux de la famille Marcibanji, réalisés entre 1812 et 1870, notamment par un sculpteur inconnu venu de Vienne ou de Budapest.